# Baranów Sandomierski
Baranów Sandomierski est une ville située sur le cours de la Vistule dans la Voïvodie des Basses-Carpates. C'est un centre touristique et historique.

## Histoire
La ville est mentionnée pour la première fois en 1135. Les droits de cité lui furent accordés en 1354 par le roi Casimir III le grand. Aux XVIe et XVIe siècles[Quoi ?] la ville fut un important pôle calviniste en petite Pologne.
Durant la Seconde Guerre mondiale, les Allemands déportèrent tous les juifs de Baranów et occupèrent le château. En 1944, l'armée rouge força la Vistule à hauteur de Baranów, créant une tête de pont.
Après la guerre, la ville se développa considérablement.

## Monuments
Pour un article plus général, voir Château de Baranów Sandomierski.
Construit selon le projet de Santi Gucci en 1591-1606, il fut la demeure des Leszczyński. Il est aujourd'hui partiellement ouvert aux visiteurs et abrite un musée. Le parc qui l'entoure est composé d'un jardin anglais, français et italien.

## Jumelages
- Iwonicz-Zdrój (Pologne)
- Lesko (Pologne)
- Leżajsk (Pologne)
- Lubaczów (Pologne)
- Sędziszów Małopolski (Pologne)
- Obertshausen (Allemagne)